# 獨逸学協会学校

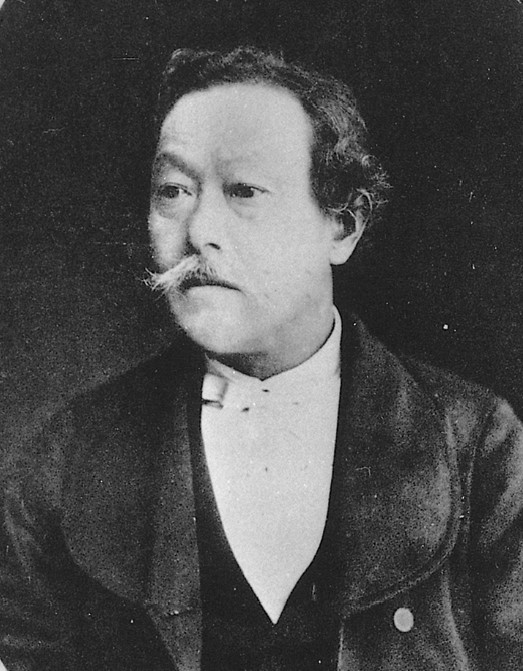
獨逸学協会学校初代校長の西周

独逸学協会学校（どいつがくきょうかいがっこう、旧字体：獨逸󠄁學協會學校󠄁）は、ドイツの文化と学問を学ぶ目的の下、獨逸学協会によって1883年（明治16年）10月に東京府麹町区五番町13番地（現：東京都千代田区一番町25）に創立された私立の旧制学校である。中等教育課程の「普通科」と、一時期は高等教育課程である「専修科」を併設していた。また、現在の獨協中学校・高等学校の前身である。

## 沿革
創立者の独逸学協会は、1881年「ドイツ文化の移植」を目的に設立された団体である。学校創立に際しては初代学長の西周や加藤弘之ら、当時の啓蒙学者が関与、ドイツ啓蒙主義を基礎とした。創立メンバーには井上毅・青木周蔵・桂太郎らも名を連ねているが、学校運営を中心的に担っていたのは協会委員長の品川弥二郎であった。
創立当初は、基礎から学ぶ「正則科（初等・高等）」と、速成を目的とする「変則科」の2科を設置していた。
創立翌年の1884年10月、神田区西小川町一丁目15番地（現：東京都千代田区西神田二丁目6）に新校舎が落成し、独逸学協会学校は麹町区五番町から移転した。また校則改正により、正則科は中等教育課程の普通科に改組された。さらに1885年7月には在籍者数が低迷していた変則科を廃し、ドイツの法律や政治を学ぶための専修科を普通科の上位の課程として設置した。専修科は司法省・文部省など政府から多額の財政支援を受け、当時のいわゆる「九大法律学校」の一つに数えられた。現在の法科大学院の先駆けとも言える専修科は、その後政府からの補助金が打ち切られたことから経営が行き詰まり、
1895年7月には教授陣や教育課程がそのまま帝国大学独法科へ移管され、廃止された

。
しかし、専修科廃止後も独逸学協会学校自体は旧制中学校として存続した。
1901年12月、西小川町校舎は夜間の出火により、書庫等を含め焼失した。翌年、独逸学協会学校は小石川区関口台町16番地（現：東京都文京区関口三丁目8-1）の現校地に移転した。
独逸学協会学校普通科（1893年に獨逸学協会学校中学、1937年に獨逸学協会中学校と改称）は、一高合格者数で首位となっていた時期があった。医学の分野に限って見ても日本はドイツを模範にしていた時代であり、特に一高三部（大学で医科修学志望）の入学試験ではドイツ語が課されていたため、独逸学協会学校からの進学者が多かった。大正時代半ばまでは上位にいたことが記録から明らかになっているが、第一次世界大戦でドイツが敗れるとドイツ語を学ぶ生徒が激減し、一高合格者数の上位には見かけなくなった。
学校教育法施行に伴い、独逸学協会中学校は1948年に新制中学校・高等学校へ改組され、現在は獨協中学校・高等学校となっている。なお、獨協学園では前期の「専修科」を戦後1964年に設立された獨協大学の源流と位置づけている。